# Elkton (Michigan)
Elkton – wieś w Stanach Zjednoczonych, w stanie Michigan, w hrabstwie Huron.